# Ламбрас
Ламбра́с (фр. Lembras) — коммуна во Франции, находится в регионе Аквитания. Департамент — Дордонь. Входит в состав кантона Бержерак-2. Округ коммуны — Бержерак.
Код INSEE коммуны — 24237.

## География

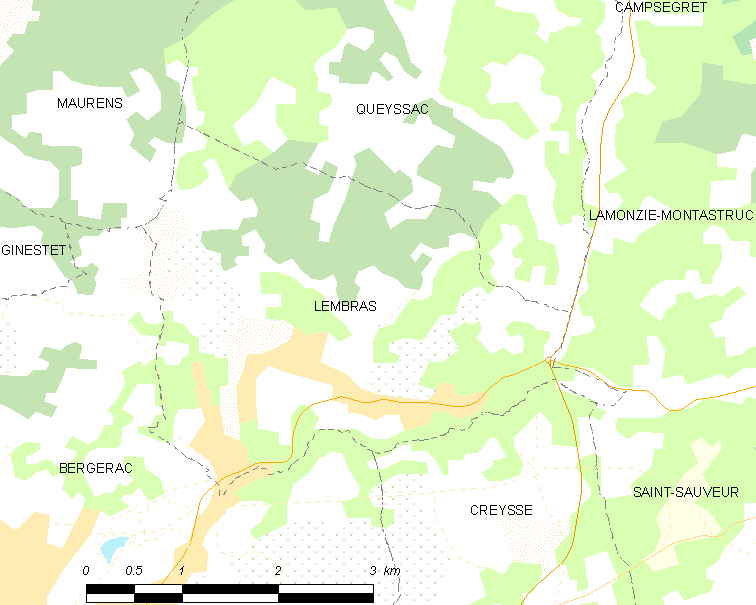
Карта коммуны

Коммуна расположена приблизительно в 470 км к югу от Парижа, в 90 км восточнее Бордо, в 37 км к юго-западу от Перигё.

### Климат
Климат умеренный океанический со средним уровнем осадков, которые выпадают преимущественно зимой. Лето здесь долгое и тёплое, однако также довольно влажное, здесь не бывает регулярных периодов летней засухи. Средняя температура января — 5 °C, июля — 18 °C. Изредка вследствие стечения неблагоприятных погодных условий может наблюдаться непродолжительная засуха или случаются поздние заморозки. Климат меняется очень часто, как в течение сезона, так и год от года.

## Население
Население коммуны на 2010 год составляло 1229 человек.
| 1962 | 1968 | 1975 | 1982 | 1990 | 1999 | 2010 |
| ---- | ---- | ---- | ---- | ---- | ---- | ---- |
| 570  | 597  | 723  | 977  | 1174 | 1192 | 1229 |

## Администрация
| Период | Период | Фамилия      | Партия       | Примечания |
| ------ | ------ | ------------ | ------------ | ---------- |
| 1989   | 2008   | Жан Льеже    |              |            |
| 2008   | 2020   | Мишель Терро | беспартийный | пенсионер  |

## Экономика
В 2010 году среди 800 человек трудоспособного возраста (15-64 лет) 534 были экономически активными, 266 — неактивными (показатель активности — 66,8 %, в 1999 году было 69,4 %). Из 534 активных жителей работали 489 человек (261 мужчина и 228 женщин), безработных было 45 (17 мужчин и 28 женщин). Среди 266 неактивных 60 человек были учениками или студентами, 130 — пенсионерами, 76 были неактивными по другим причинам.

## Фотогалерея

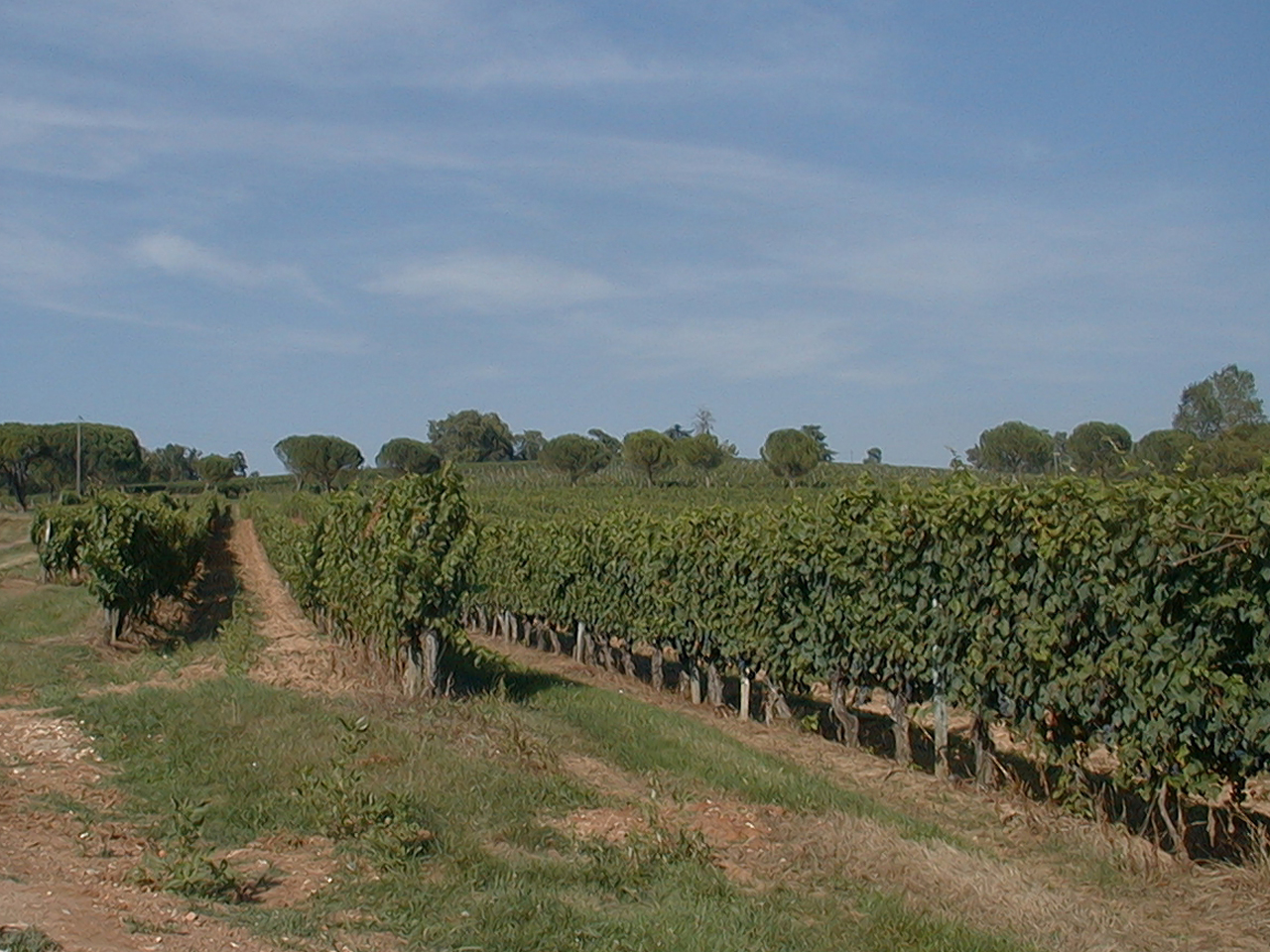
Виноградники
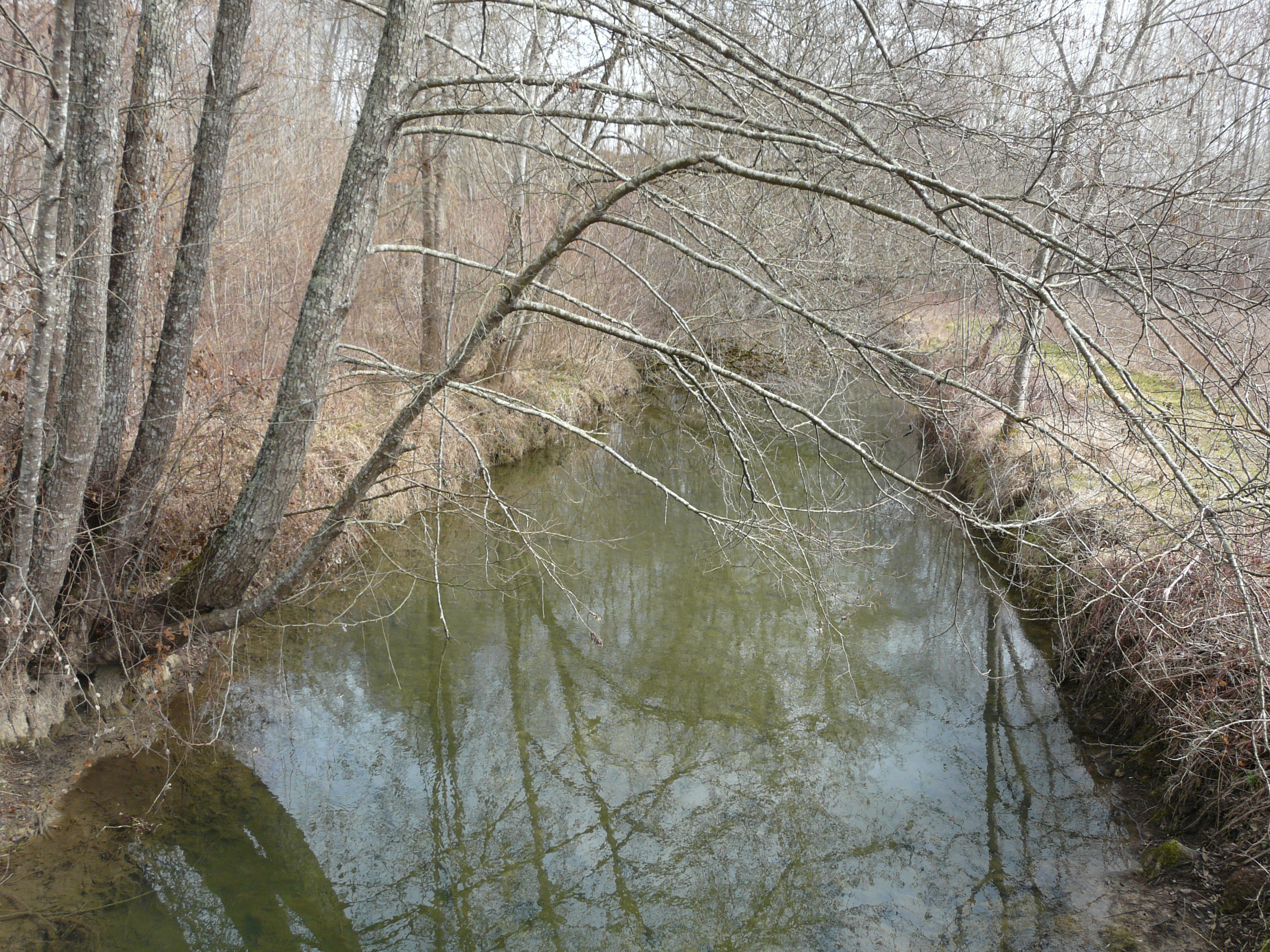
Река Кодо
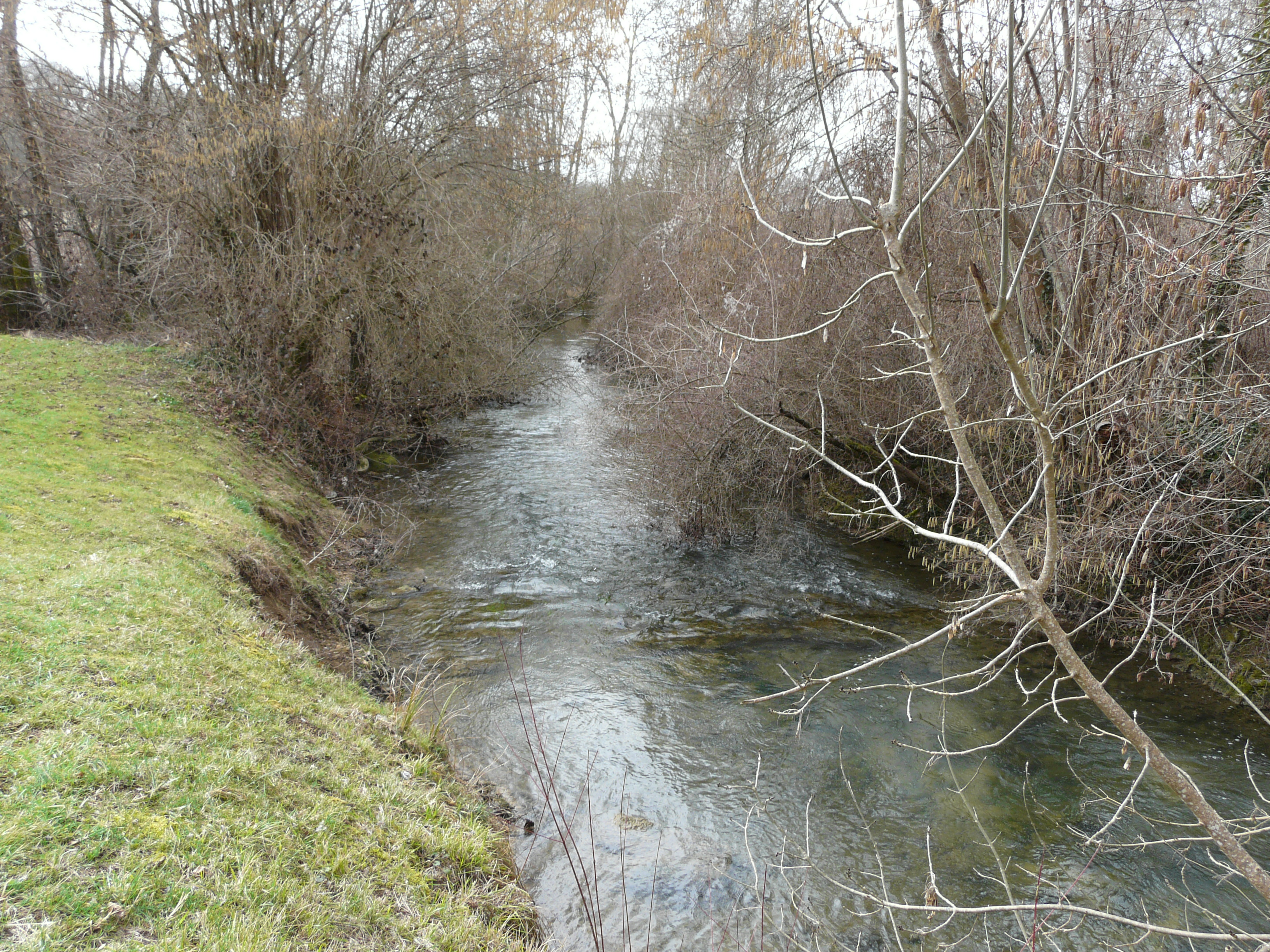
Река Кодо